# Vendenheim
Vendenheim es una localidad y comuna de Francia, situada en el departamento de Bajo Rin en la región de Alsacia. 
Forma parte de la Comunidad urbana de Estrasburgo.
- Datos: Q21604
- Multimedia: Vendenheim / Q21604

1. ↑  Worldpostalcodes.org, código postal n.º 67550.
2. ↑  INSEE, Datos de población para el año 2012 de Vendenheim (en francés).